# منزل كبير

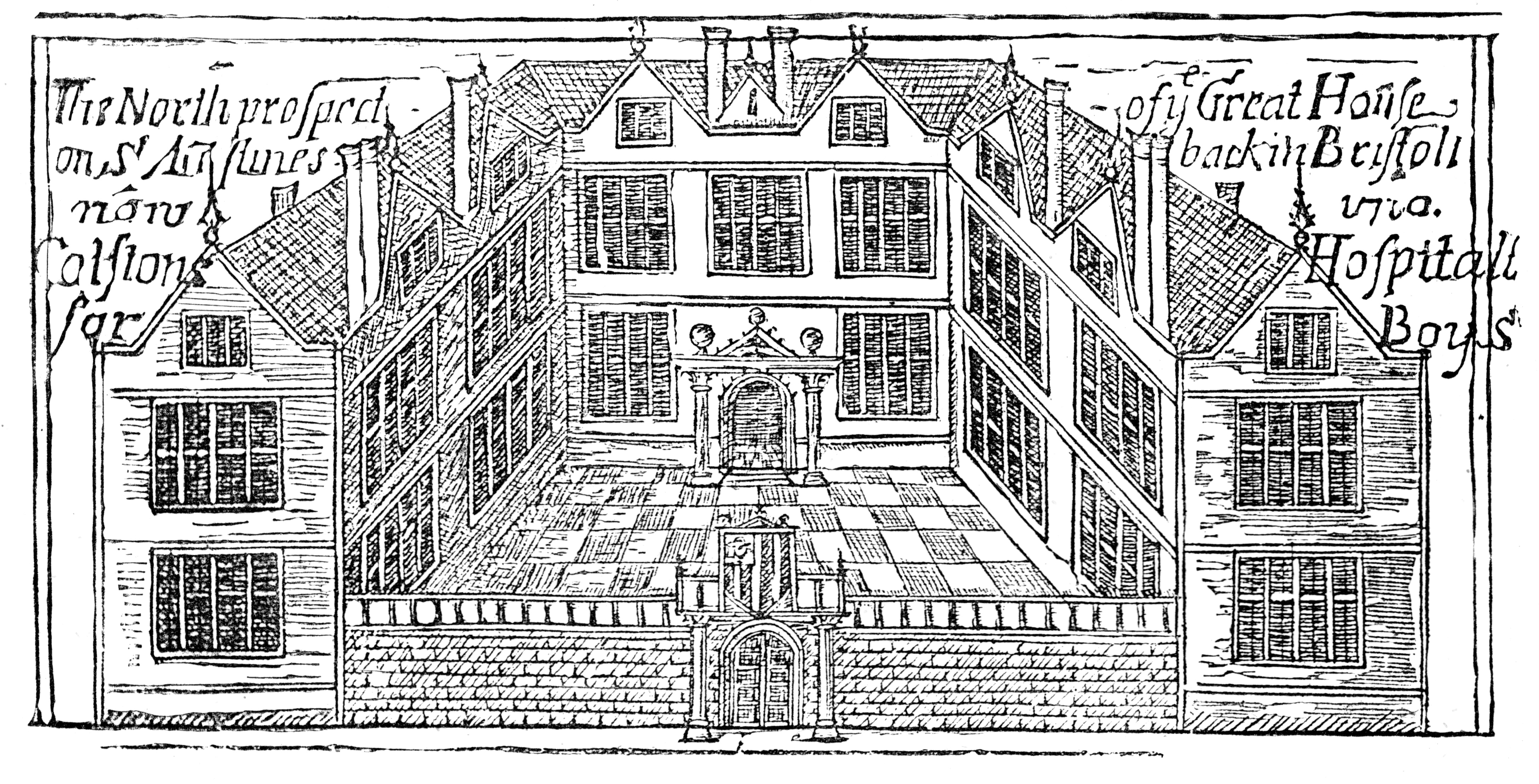

لرواية الكاتبة نيكول كراوس، انظر البيت الكبير. للهندسة المعمارية للمنازل العظيمة، انظر قصر. لبناء البيوبلوس لمنزلٍ عظيم من الأحجار، انظر حديقة تشاكو التاريخية الوطنية الثقافية. وللأسر الحاكمة القوية سياسيًا التي ظهرت في امتياز الكثب (رواية)، انظر لاندسراد.
يعني مصطلح المنزل الكبير أو المنزل العظيم محل الإقامة السكنية الكبير والفخم في الآن ذاته، ويشمل هذا المصطلح الأنماط السكنية المختلفة بمختلف البلاد. ويشير الاسم إلى بنية المسكن وليس إلى أي طراز معماري معين. فهو يشير بشكلٍ خاص إلى المساكن الكبيرة التي كانت موجودة في الماضي في البلاد الناطقة بالإنجليزية (خاصةً تلك التي كانت في مطلع القرن العشرين؛ أي أواخر الفكتوري أو العصر الإدواردي في المملكة المتحدة، والعصر المذهب في الولايات المتحدة)، مثل: المنزل الريفي الإنجليزي، و"منازل إنجلترا الفخمة"، ومنازل «صف' المليونيرات» المتنوعة (أو "ميل المليونيرات") في بعض المدن الأمريكية مثل مدينة نيوبورت بولاية رود أيلاند، بأثاثاتها الفاخرة والحاشية العظيمة من العاملين بداخل المنازل أو بخارجها. فتشير بعض التقارير إلى أن متوسط عدد الخدم في البيوت الصيفية للأثرياء في نيوبورت كان يصل إلى أربعة لكل عضوٍ في الأسرة. وجرت العادة على وجود تسلسل هرمي مُفصَّل بين صفوف العاملين، وخاصةً الخدم المنزلي. وفي جزيرة أيرلندا، يُطلق مصطلح المنزل الكبير في المُعتاد على منازل الأنجلو أيرلنديين وهم الطبقة الحاكمة.
كما أنه كان يُعتبر أدنى في المنزلة الاجتماعية أن يشير الفرد إلى ممتلكاته من منازل المدينة، أو العِزب أو الفلل (أو إلى ممتلكات أصدقائه) على أنها قصور، وما زالت تنصح كتب آداب السلوك الحديثة باستخدام مصطلحات: المنزل أو المنزل الكبير أو العظيم بدلاً من القصور للإشارة إلى تلك الممتلكات.
ومثلما كان في الماضي، فإن المنازل العظيمة في الحاضر تقتصر فقط على رؤوس الدولة، أو طبقة الأثرياء، أو ورثتهم، ويرجع أصل القليل من المنازل العظيمة في الدول المتقدمة إلى قرونٍ ماضية. تُقدر النقابة الدولية لكبار الخدم إجمالي الرواتب السنوية لعدد 20-25 عامل بالمنازل بما يتجاوز مليون دولار أمريكي.
ما زال في وسع الطبقات الوسطى في البلاد التي بها عمالة منزلية رخيصة تحمل تكاليف المساعدة المنزلية، ولكن بأعدادٍ لا تقترب من أعداد الخدم في منزلٍ عظيم.

## الإدارة
ربما يوجد في العقارات الكبيرة أو لدى العائلات التي تملك أكثر من محل للإقامة السكنية متعهدًا (أو ما يُسمى حديثًا بمدير العقار)، والذي يقوم بالإشراف على المكان كله. أما حاليًا فمن المعتاد أن يُقسِّم زوجين واجبات إدارة المنزل فيما بينهما.

## العاملون بالمنازل
تختلف الأعمال حسب حجم المنزل وتفضيلات أصحاب العمل، غير أنه يتم توزيع العاملين بشكلٍ عام على أقسامٍ يديرها::
| اللقب        | الوصف |
| ------------ | --- |
| كبير الخدم   | رئيس العاملين بالمنزل في معظم المنازل، وهو مسؤولٌ عن المخزن، وقبو النبيذ، وغرفة الطعام. وفي المنزل الصغير يخدمكبير الخدم سيد المنزل. ويتلقى العاملون من الرجال أوامر العمل منه. ويرتبط كبير الخدم غالبًا بسيد البيت، ولكنه يتلقى أوامر العمل عادةً من سيدة المنزل أو مدبرة المنزل. |
| الطاهي       | وهو مسؤولٌ عن المطبخ والعاملين به. ويرأس أحيانًا الطباخ الكثير من الطهاة. ويتلقى الطاهي أوامر عمله مباشرةً من سيدة المنزل ومن مديرة المنزل أحيانًا. وإن كانت طاهية، فتتم مخاطبتها دائمًا بالسيدة بغض النظر عن حالتها الاجتماعية.                                                     |
| مديرة المنزل | وهي مسؤولة عن المنزل ومظهره، ويقع تحت إمرتها جميع الخادمات. ويتلقى كبير الخدم والطاهي أوامر العمل من مديرة المنزل أحيانًا في المنازل الكبرى، ودائمًا يتم مخاطبة مديرة المنزل بالسيدة بغض النظر عن حالتها الاجتماعية.                                                              |

### المعاونون للعاملين بالمنزل
- السائق
- الوصيفة
- المربية
- خادمة السيدة
- مربية الأطفال
- المعلم الخصوصي
- الوصيف (الرجل المصاحب للسيد)

### صغار العاملين بالمنزل
- الخادم
- فتى القاعة
- الخادمة
  - وسيطة الخادمات (وتُسمى أيضًا فتاة القاعة خاصةً في الولايات المتحدة)
  - خادمة الغرف
  - خادمةالمنزل
  - خادمة المطبخ
  - المغسلة خادمة
  - خادمة الأطفال
  - خادمة الردهات
  - خادمة لغسل الأطباق
  - خادمة غرفة التحضيرات
- التابع
- الخياطة
- الرجل المساعد ويُسمى أيضًا رجل المنزل

## العاملين بالأراضي
قد يكون على عاتق مدير العزبة صيانة ورعاية الأراضي والمناظر الطبيعية والملحقات من (حمامات السباحة، والأكواخ والإسطبلات والدفيئة، وما إلى ذلك)، والتي تنقسم إلى أقسامٍ يديرها::
| اللقب                  | الوصف |
| ---------------------- | --- |
| رئيس العاملين بالأراضي | وهو مسؤول عن الأراضي المجاورة للمنزل، بالإضافة إلى أي عمال إضافيين أو رجال ونساء موسميين يأتون للعمل في أوقات الحصاد والزرع.                     |
| سيد الإسطبل            | كلها ألقاب متنوعة للأفراد المسؤولين عن العناية بالحيوانات وخاصةً الذين يهتمون بالمساعي الترفيهية مثل: ركوب الخيل أو صيد الثعالب أو الولع بالكلاب. |
| سيد مزرعة الخيل        | كلها ألقاب متنوعة للأفراد المسؤولين عن العناية بالحيوانات وخاصةً الذين يهتمون بالمساعي الترفيهية مثل: ركوب الخيل أو صيد الثعالب أو الولع بالكلاب. |
| سيد الخيل              | كلها ألقاب متنوعة للأفراد المسؤولين عن العناية بالحيوانات وخاصةً الذين يهتمون بالمساعي الترفيهية مثل: ركوب الخيل أو صيد الثعالب أو الولع بالكلاب. |
| سيد كلاب الصيد         | كلها ألقاب متنوعة للأفراد المسؤولين عن العناية بالحيوانات وخاصةً الذين يهتمون بالمساعي الترفيهية مثل: ركوب الخيل أو صيد الثعالب أو الولع بالكلاب. |
| مراقب الصيد            | كلها ألقاب متنوعة للأفراد المسؤولين عن العناية بالحيوانات وخاصةً الذين يهتمون بالمساعي الترفيهية مثل: ركوب الخيل أو صيد الثعالب أو الولع بالكلاب. |

### المعاونون للعاملين بالأراضي
- عمال الأراضي
- حراس الأراضي
- عمال الإسطبل
- الحرفي

## تصوير المنازل العظيمة
تم تصوير التسلسل الهرمي المُعقد للعاملين في منزلٍ عظيم في العديد من الإنتاجات البارزة لالأفلام والتلفاز. ومن ضمنها:
- أسرار في البيت الأبيض (Backstairs at the White House) (مسلسل تليفزيوني قصير)
- إعادة النظر في برايدشيد (Brideshead Revisited) (مسلسل تليفزيوني)
- مصير كونراد (Conrad's Fate) - يُعد قصر ستالري منزلاً عظيمًا به أكثر من ألف خادم.
- دير داونتون (Downton Abbey) (مسلسل تليفزيوني ITV)
- منزل الدولة الإدواردية (The Edwardian Country House)
- جوسفورد بارك (Gosford Park)
- مانسفيلد بارك (Mansfield Park)
- ما تبقى من اليوم (The Remains of the Day) (فيلم)
- الخدم (Servants) (مسلسل تليفزيوني BBC)
- العقل والعاطفة (Sense and Sensibility) (فيلم)
- فوق وتحت (Upstairs, Downstairs)
- أتنادينني يا سيدي؟ (You Rang, M'Lord?)

## أبرز المنازل الكبيرة
- بلكور كاسل
- بلتيمور إيستيت
- بريكيرز
- إيتون هول (تشستر)
- إيلمز
- هاتفيلد هاوس
- هيرست كاسل
- هولكهام هول
- هايد بارك
- ليندهرست
- مانشن هاوس، لندن
- ماربل هاوس
- مور هول، مقاطعة مايو
- موتزنا
- روزكليف
- روز هول
- سيون هاوس
- ويستبري هاوس
- البيت الأبيض